# マインドウェイブ
株式会社マインドウェイブは、大阪市中央区に本社を置く1990年設立のファンシー文具メーカーである。グループ企業として、プレミアム（印刷業）がある。

## 商品展開
メモ帳、レターセット、付箋、シールなどのファンシー文具と雑貨を中心に発売している。低価格のパックレターや折り紙メモなど先駆的な商品開発に特徴があり、他メーカーも多く追随している。使用しているキャラクターは自社開発したもので、他社キャラクターのライセンス生産はほとんど行っていない。一方、開発した「ウサコレフレンズ」「一期一会」「ゆるあにまる」などは他社にライセンスを行っている。
2005年からは、写真やマッチ箱のデザインを使用した雑貨系の文具も発売している。
Baby Jam
2005年発売のステーショナリーグッズシリーズ。ケータイ小説の表紙にも使用され女性から支持されているシリーズ。
- Baby Jam（ステーショナリーグッズ）
- Baby Jam（シールブック）

ウサコレフレンズ
2001年発売のグッズ。商用展開され、学研こどもの本からは絵本が出版された。うさぎの単一キャラクターに複数の種類がいるのが特徴。
ゆるあにまる
2008年発売のシール。2009年時点で8万枚を売り上げ、ステーショナリーグッズ化など展開した。
一期一会
2004年販売のステーショナリーシリーズ。カタノトモコのデザインを使用していたが2011年8月からはカタノは離れている。
キッズステーション内で一期一会 恋バナ友バナ,一期一会〜キミノコトバ〜のショートアニメーションが放送された。
シリーズ一覧
- 一期一会 （ステーショナリーグッズ）
  - 友シリーズ / 恋シリーズ / クラブシリーズ / 結～ゆい～シリーズ

- 一期一会 メモリーブック
- 一期一会 （小学生文庫）- 2007年から刊行。学研出版。
  - ストーリー編 / 横書きケータイ小説風編 / 選んでたどるストーリー編 / プロフブック編 / ストーリー＆ファッション編

- 一期一会 （まんが） - 2009年から連載。「キャラぱふぇ」連載。
- 一期一会 恋バナ友バナ - 2007年放送。
- 一期一会〜キミノコトバ〜 - 2010年放送。

## その他
2002年3月から、渋谷109-2と町田109にアンテナショップ「MILKBERRY」を出店していた。「ウサコレフレンズ」を中心に展開していたが、2003年4月に町田、2004年3月に渋谷の店舗を閉鎖した。